# 361 Bononija
361 Bononija (mednarodno ime je 361 Bononia) je asteroid v zunanjem delu asteroidnega pasu. Kaže lastnosti dve tipov asteroidov D in P (po Tholenu).

## Odkritje
Asteroid je odkril francoski astronom Auguste Charlois ( 1864 – 1910) 11. marca 1893 v Nici. Poimenovan je po latinskem imenu za Bologno, Italija in za Boulogne-sur-Mer v Franciji

## Lastnosti
Asteroid Bononija obkroži Sonce v 7,9 letih. Njegova tirnica ima izsrednost 0,213, nagnjena pa je za 12,632° proti ekliptiki. Njegov premer je okoli 141,7 km .